# Умовний розподіл
Умовний розподіл у теорії ймовірностей — це розподіл випадкової величини за умови, що інша випадкова величина набуває визначене значення.

## Визначення
Передбачимо, що задано ймовірнісний простір {\displaystyle (\Omega ,{\mathcal {F}},\mathbb {P} )}.

### Дискретні випадкові величини
Нехай {\displaystyle X:\Omega \to \mathbb {R} ^{m}} і {\displaystyle Y:\Omega \to \mathbb {R} ^{n}} — випадкові величини, такі, що випадковий вектор {\displaystyle (X,y)^{\top }:\Omega \to \mathbb {R} ^{m+n}} має дискретний розподіл, що задається функцією ймовірностей {\displaystyle p_{X,y}(x,y),\;x\in \mathbb {R} ^{m},y\in \mathbb {R} ^{n}}. Нехай {\displaystyle y_{0}\in \mathbb {R} ^{n}} такий, що {\displaystyle \mathbb {P} (Y=y_{0})>0}. Тоді функція
{\displaystyle p_{X\mid Y}(x\mid y_{0})=\mathbb {P} (X=x\mid Y=y_{0})={p_{X,y}(x,y_{0}) \over p_{y}(y_{0})},\;x\in \mathbb {R} ^{m}},
де {\displaystyle p_{Y}} - функція ймовірностей випадкової величини {\displaystyle Y}, називається умовною функцією ймовірностей випадкової величини {\displaystyle X} за умови, що {\displaystyle Y=y_{0}}. Розподіл, що задається умовною функцією ймовірностей, називається умовним розподілом.

### Абсолютно неперервні випадкові величини
Нехай {\displaystyle X:\Omega \to \mathbb {R} ^{m}} и {\displaystyle Y:\Omega \to \mathbb {R} ^{n}} - випадкові величини, такі що випадковий вектор {\displaystyle (X,Y)^{\top }:\Omega \to \mathbb {R} ^{m+n}} має абсолютно неперервний розподіл, який задається щільностю ймовірностей {\displaystyle f_{X,Y}(x,y),\;x\in \mathbb {R} ^{m},y\in \mathbb {R} ^{n}}. Нехай {\displaystyle y_{0}\in \mathbb {R} ^{n}} таке, що {\displaystyle f_{Y}(y_{0})>0}, де {\displaystyle f_{Y}} - щільність випадкової величини {\displaystyle Y}. Тоді функція
{\displaystyle f_{X\mid Y}(x\mid y_{0})={\frac {f_{X,Y}(x,y_{0})}{f_{Y}(y_{0})}}}
називається умовною щільностю ймовірності випадкової величини {\displaystyle X} за умови, що {\displaystyle Y=y_{0}}. Розподіл, який задається умовною функцією ймовірності, називається умовним розподілом.

## Властивості умовних розподілів
- Умовні функції ймовірності і умовна щільність ймовірності є функціями ймовірності і щільністю ймовірності відповідно, тобто вони задовольняють всім необхідним умовам. Зокрема

- {\displaystyle p_{X\mid Y}(x\mid y_{0})\geq 0,\;\forall x\in \mathbb {R} ^{m},\,y_{0}\in \mathbb {R} ^{n}},
- {\displaystyle \sum \limits _{x}p_{X\mid Y}(x\mid y_{0})=1,\;\forall y_{0}\in \mathbb {R} ^{n}},

і
- {\displaystyle f_{X\mid Y}(x\mid y_{0})\geq 0} майже усюди на {\displaystyle \mathbb {R} ^{m+n}},
- {\displaystyle \int \limits _{\mathbb {R} ^{m}}f_{X\mid Y}(x\mid y_{0})\,dx=1,\;\forall y_{0}\in \mathbb {R} ^{n}},

- Справедливі формули повної ймовірності:

- {\displaystyle p_{X}(x)=\sum \limits _{y}p_{X\mid Y}(x\mid y)\,p_{Y}(y)},
- {\displaystyle f_{X}(x)=\int \limits _{\mathbb {R} ^{n}}f_{X\mid Y}(x\mid y)\,f_{Y}(y)\,dy}.

- Якщо випадкові величини {\displaystyle X} і {\displaystyle Y} незалежні то умовний розподіл дорівнює безумовному:

{\displaystyle p_{X\mid Y}(x\mid y_{0})=p_{x}(x),\;\forall x\in \mathbb {R} ^{m}}
або
{\displaystyle f_{X\mid Y}(x\mid y_{0})=f_{x}(x)} майже усюди на {\displaystyle \mathbb {R} ^{m}}.

## Умовні ймовірності

### Дискретні випадкові величини
Якщо {\displaystyle A} - зліченна підмножина {\displaystyle \mathbb {R} ^{m}}, то
{\displaystyle \mathbb {P} (X\in A\mid Y=y_{0})=\sum \limits _{x\in A}p_{X\mid Y}(x\mid y_{0})}.

### Абсолютно неперервні випадкові величини
Якщо {\displaystyle A\in {\mathcal {B}}(\mathbb {R} ^{m})} - борелівська підмножина {\displaystyle \mathbb {R} ^{m}}, то припускаємо за визначенням
{\displaystyle \mathbb {P} (X\in A\mid Y=y_{0})=\int \limits _{A}f_{X\mid Y}(x\mid y_{0})\,dx}.
Зауваження. Умовна ймовірність у лівій частині рівності не може бути визначена класичним способом, оскільки {\displaystyle \mathbb {P} (Y=y_{0})=0}.

## Умовні математичні сподівання

### Дискретні випадкові величини
- Умовне математичне сподівання випадкової величини {\displaystyle X} за умови {\displaystyle Y=y_{0}} виходить підсумовуванням щодо умовного розподілу:

{\displaystyle \mathbb {E} [X\mid Y=y_{0}]=\sum \limits _{x}x\ p_{X\mid Y}(x\mid y_{0})}.
- Умовне математичне сподівання {\displaystyle X} за умови випадкової величини {\displaystyle Y} - це третя випадкова величина {\displaystyle \mathbb {E} [X\mid Y]}, що задається рівністю

{\displaystyle \mathbb {E} [X\mid Y](\omega )=\mathbb {E} [X\mid Y=Y(\omega )],\;\omega \in \Omega }.

### Абсолютно неперервні випадкові величини
- Умовне математичне сподівання випадкової величини {\displaystyle X} за умови {\displaystyle Y=y_{0}} виходить інтеграцією щодо умовного розподілу:

{\displaystyle \mathbb {E} [X\mid Y=y_{0}]=\int \limits _{\mathbb {R} ^{m}}x\,f_{X\mid Y}(x\mid y_{0})\,dx}.
- Умовне математичне сподівання {\displaystyle X} за умови випадкової величини {\displaystyle Y} - це третя випадкова величина {\displaystyle \mathbb {E} [X\mid Y]}, що задається рівністю

{\displaystyle \mathbb {E} [X\mid Y](\omega )=\mathbb {E} [X\mid Y=Y(\omega )],\;\omega \in \Omega }.